# Årre Sogn
Årre Sogn er et sogn i Varde Provsti (Ribe Stift).
I 1800-tallet var Årre Sogn anneks til Fåborg Sogn. Begge sogne hørte til Skast Herred i Ribe Amt. Trods annekteringen udgjorde hvert sogn sin egen sognekommune. Ved kommunalreformen i 1970 blev både Fåborg og Årre indlemmet i Helle Kommune, der ved strukturreformen i 2007 indgik i Varde Kommune.
I Årre Sogn ligger Årre Kirke.
I sognet findes følgende autoriserede stednavne:
- Brøndumsager (bebyggelse)
- Gunderup (bebyggelse, ejerlav)
- Jyllerup (bebyggelse, ejerlav)
- Klynemose Høj (areal)
- Nørre Gunderup (bebyggelse)
- Nørrehede (bebyggelse)
- Tranbjerg (bebyggelse, ejerlav)
- Årre (bebyggelse, ejerlav)